# Triphaenopsis modesta
Triphaenopsis modesta är en fjärilsart som beskrevs av W. Warren 1911. Triphaenopsis modesta ingår i släktet Triphaenopsis och familjen nattflyn. Inga underarter finns listade i Catalogue of Life.